# 伯然
伯然（法語：Beugin，法語發音：[bøʒɛ̃]）是法国上法蘭西大區加来海峡省的一个市镇，属于贝蒂讷区。

## 地理
伯然（50°26'32"N, 2°31'3"E）面积5.06 平方千米，位于法国上法蘭西大區加来海峡省，该省份为法国北部沿海省份，西北濒北海，南至索姆省，东临北部省。
与伯然接壤的市镇（或旧市镇、城区）包括：迪维永、乌尔通、勒布勒沃-朗希库尔、拉孔泰、乌丹。

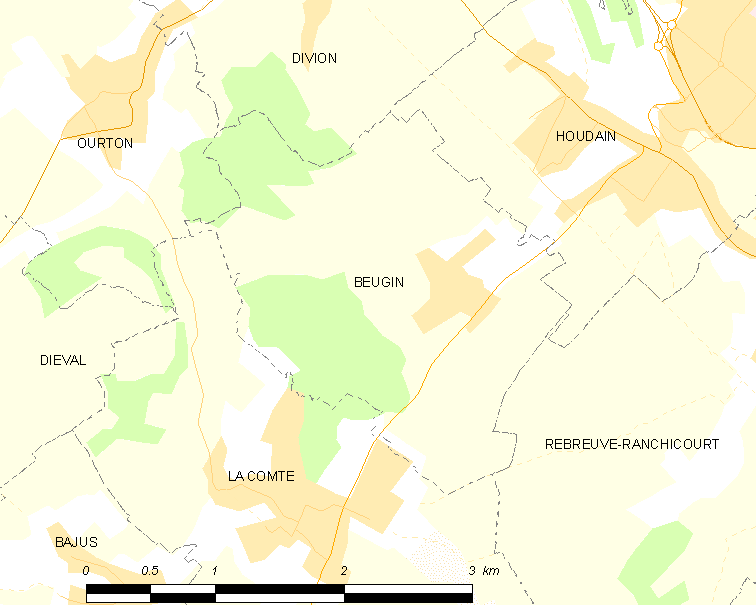
伯然的OSM定位图

伯然的时区为UTC+01:00、UTC+02:00（夏令时）。

## 行政
伯然的邮政编码为62150，INSEE市镇编码为62120。

## 政治
伯然所属的省级选区为布律埃-拉比西耶尔县。

## 人口

1962-2008年间伯然人口变化图示

伯然于2022年1月1日时的人口数量为465人。